# البعيث المجاشعي
أبو زيد خِداشُ بن بِشْر بن خالد التَّمِيمي يُعرف بالبَعِيْث المُجاشِعِي (؟ - 134 ه‍/ 751 م) خطيب وشاعر أموي من البصرة.

## سيرته
كان البَعِيثُ من أهل البصرة من بني مُجاشِع بن تميم. وأمًّه أصفهانية و قيل من سجستان يقال لها مروة أو وردة. 
دخل في الهجاء بين الشعراء وهاجى جريرًا مدَّة طويلة وأعانه الفرزدق. قال فيه الجاحظ: أخطبُ بني تميم إذا أخذ القناة. وكانت بينه وبين جرير مهاجاة دامت نحو أربعين سنة. ولم يتهاجَ شاعران في العرب في جاهلية ولا إسلام بمثل ما تهاجَيا به. 
ذكر الجاحظ أن الكميت و البَعِيث والطرمَّاح كانوا شعراءَ خطباء، و كان البَعِيثُ أخطبَهم؛ أما في الشعر فعدَّه ابن سلَّام رأسَ الطبقة الثانية من الإسلاميين بعد جرير والفرزدق والأخطل، و وصفه بأنه فاخر الكلام حرّ اللفظ. وأكثر شعر البعيث الهجاء.
جاء في البيان و التبيين: قال البعيث الشاعر وكان أخطب الناس: إني، و اللّه، ما أرسل الكلام قضيبا خشيبا، و ما أريد أن أخطب يوم الحفل إلا بالبائت المحكّك.

## وفاته
توفي البَعِيث المجاشعي في البصرة سنة 134هـ/ 751م.